# جبل فينغاري
فينغاري يعرف أيضاً بمسمى ساوس (باليونانية: Σάος)‏، هو الجبل الأكبر في جزيرة ساموثراكي، اليونان الواقعة في بحر إيجة. حيث يصل ارتفاعه إلى 1,611 متر (5,285 قدم)